# Gijs van Hall
Gijsbert van Hall, detto Gijs (Amsterdam, 21 aprile 1904 – Amsterdam, 22 maggio 1977), è stato un banchiere e politico olandese, Senatore del Paesi Bassi dal 1956, sindaco di Amsterdam dal 1957 al 1967, membro della resistenza. Durante l’occupazione nazista dei Paesi Bassi co-fondò il Nationaal Steunfonds (NSF) con suo fratello Walraven van Hall, che finanziò gran parte delle operazioni delle forze della resistenza olandese.

## Biografia
Gijs van Hall nacque ad Amsterdam in un'influente famiglia di banchieri olandesi. In giovane età la sua carriera scolastica fu spesso interrotta a causa di infezioni da tubercolosi. Tra il 1923 e il 1928 studiò giurisprudenza all'Università di Leida.
Nel 1928 Van Hall andò a lavorare negli Stati Uniti presso la società di investimenti americana Kean, Taylor & Co. Lavorò a Wall Street per tre anni prima di tornare nei Paesi Bassi per lavorare presso il Nederlandse Trust Maatschappij. Durante gran parte degli anni '30 si occupò di sostenere diverse aziende in processi di ristrutturazione dei debiti causati dalla Grande depressione. Durante il processo di ristrutturazione aziendale della vetreria di Leerdam, si interessò all'idea di consultare i lavoratori per esprimersi sulle decisioni aziendali in modo da aumentare il livello di fiducia tra i dipendenti e l'alta dirigenza.

## Movimento di resistenza olandese
Durante l'occupazione tedesca dei Paesi Bassi Gijs van Hall fondò assieme a suo fratello Walraven van Hall il Nationaal Steunfonds (NSF), il fondo che finanziò gran parte delle operazioni della Resistenza olandese. Mentre suo fratello Walraven aveva legami con la resistenza ed è considerato la figura principale dietro il piano, Gijs sfruttò la sua conoscenza della finanza e la sua posizione all'interno della banca per emettere falsi titoli di stato, che alla fine avrebbero raccolto un totale di 83 milioni di fiorini (equivalenti nel 2021 a 450 milioni di euro) in prestiti - naturalmente considerati illegali dalle forze di occupazione - alle vittime dell'occupazione e ai combattenti della resistenza olandese. Con l'aiuto dell'ex direttore della fabbrica di artiglieria di Zaandam Frans den Hollander, i fondi furono distribuiti clandestinamente come sussidi di disoccupazione del governo per finanziare (tra gli altri) combattenti della resistenza armata, unità di intelligence, rifugi per profughi, lo sciopero ferroviario del 1944, la marina olandese in esilio e la stampa della resistenza.

## Senatore
Dopo la guerra Van Hall fece attività politica all'interno del Partij van de Arbeid (PvdA). Continuò il suo lavoro nel settore bancario come direttore di Labouchère and Co. nel 1948. Nel 1956 venne eletto come senatore per il PvdA, divenendone il senatore portavoce per la politica finanziaria. Van Hall divenne sindaco di Amsterdam solo un anno dopo, ma rimase senatore per tutto il suo mandato di sindaco. Fu rieletto nel 1960, 1963 e 1966, poi scelse di non candidarsi nuovamente nel 1971.

## Sindaco di Amsterdam
Il 1º febbraio 1957 Van Hall divenne sindaco di Amsterdam. Durante il suo mandato da sindaco la città subì importanti cambiamenti, tra cui la costruzione dell'IJtunnel, la prima fase dell'espansione del Bijlmermeer e l'espansione dell'Università di Amsterdam. Van Hall esercitò pressioni presso il governo nazionale per l'esecuzione e il finanziamento di grandi progetti. Era considerato un duro negoziatore.
Nel 1961 Van Hall finì al centro di una controversia quando, in occasione delle proteste sulla guerra del Vietnam, una folla che gridava "Johnson assassino" venne dispersa con la violenza dalla polizia. La polizia agì in tale maniera in quanto all'epoca era un reato l'insulto al leader di uno stato alleato, e, trovatasi di fronte all'impossibilità di arrestare migliaia di manifestanti, decise quindi di disperderli. Negli anni successivi, le rivolte e la violenza della polizia avrebbero diviso la scena politica di Amsterdam. In questo clima sorse il movimento Provo, ("provocatori"), che cercava di provocare la polizia attraverso azioni non violente in modo da indurre i media a parlare della violenza della polizia. Sia i manifestanti che l'opinione pubblica incolparono Van Hall per la violenza della polizia, mentre il ministero della Giustizia sollevò dubbi sulla capacità di Van Hall di mantenere l'ordine pubblico.
Particolarmente problematico fu uno sciopero dei lavoratori edili nel giugno 1966, dove morì un manifestante. Nel 1967, in seguito alle indagini del governo nazionale sui disordini, il Ministero dell'Interno impose a Van Hall di essere destituito dal suo incarico o di dimettersi volontariamente. Lui scelse di non dimettersi per poter attendere la fine dell'inchiesta e così il 30 giugno 1967 fu rimosso dalla carica di sindaco di Amsterdam.

### Il banchiere della resistenza
Nel 2018 è uscito The Resistance Banker (olandese: Bankier van het Verzet), un film cinematografico basato sulle azioni di resistenza di Walraven Van Hall, con Jacob Derwig nei panni di Gijs van Hall.